# 萧公权

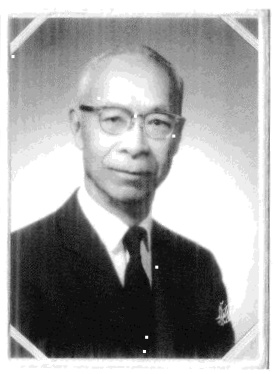
蕭公權院士

蕭公權（威氏拼音：Kung-chuan Hsiao，1897年11月29日—1981年11月4日），原名笃平，字恭甫，自号迹园，笔名君衡、巴人、石漚，祖籍江西省泰和縣，中国政治学与社会史家，学貫中西，第一届中央研究院院士。

## 生平
1897年11月29，萧公权生於江西省南安縣，因為祖父在南安縣任教諭。尚未满月的時候母亲湯氏便去世，由兩位姑姑撫養，不久祖父辭官回家，兩個姑姑也先後出嫁，六歲時祖父逝世，由大伯撫養到重慶居住，也在這年發蒙，後入私塾，師從何篤貞，讀經之余還常常評論時事，除此之外還補習過英文和日文，不過所學甚少。十二岁时，父亲因癆病去世。

### 求學時代
1915年春，萧公权想要去上海唸書為了測驗英文程度，先去投考重慶法政學堂，到上海後沒能考上聖約翰大學附中，不過考上了中国基督教青年会中学，在上海時深受二伯父和堂哥萧蘧的幫助。蕭公權曾说：“余虽早失双亲，仍得教养成人，拜旧家庭之赐也。”1918年夏，自青年会中学毕业，堂哥鼓勵他投考清华学校，結果考中，結識了陈岱孙、李干、富文寿、楊石湖、刘师舜、高惜冰等人。五四时，萧公权與李干等同學四人創辦《民锺日報》，不過影響力寥寥。1920年夏，自清华畢業返回上海準備赴美，選擇了萧蘧就讀的密苏里大学，唸新聞。而新聞學院的院長鼓勵他多選修別的科目，也因為如此成立在哲學系任教的佘賓的學生。1923年6月，碩士畢業後經佘賓推薦到康奈尔大学攻讀博士，師從弗蘭克·狄理學習政治哲學。6月到8月間轉道去伊利諾伊州的西北大學避暑並學習音樂。

### 執教時代
1926年8月，畢業後回國到上海，在船上結識吳國楨。在上海先到江亢虎的南方大學和國民大學任教。1927年，萧蘧把他介紹到南开大学教書，同儕裡有舊識何廉，也有新認識的蔣廷黻、李繼侗等人。1929年秋，高惜冰延攬他到東北大學任教，同儕中有梁漱溟，也有清華同學陳欽仁、孫國華、張忠紱、梁思成。1930年春，受燕京大學政治系主任徐淑希邀請到燕大任教。1932年9月，又經萧蘧推薦到清華任教，與浦薛鳳、張奚若、錢端升、王化成同事，還結識了吳宓。
1937年春，時局動盪，清華準備南遷長沙組織臨大，同時受到杭立武邀請和趙守愚一起赴成都國立四川大学任教。但是戰事緊張，女兒患病，只好先在北平躲避，期間和熊十力、賀麟同住一所兩進的院子。後輾轉抵達成都，同時在南遷成都的燕京大学和光华大学兼課。1939年，張群延攬學者加入國防最高委員會，蕭公權也在列，但婉謝。1938年6月，從成都到上海去接家眷的路上還帶給身在香港的陳寅恪一個月的薪金。1940年夏，在國立編譯館兼任編撰。1945年秋，抗战胜利後，燕大和清華遷回北平，蕭公權因為住所未定所以繼續在華西、川大和光華任教，還幫助平息光華學潮。在成都近十年間，蕭公權與吳宓和朱佩弦交往最多，學作詩。
1947年初夏，國立政治大學顧毓琇邀請蕭公權赴南京任教。南京期間經濟崩潰，物價飛漲，蕭公權寫作多篇時論批評政治腐敗。1948年，從上海赴台灣，由於倉促只好暫住在校長公館，在台大短暫任教。1949年底，赴美西雅图华盛顿大学遠東研究所任客座教授。1955年秋，《中國鄉村》付梓。1968年，從華盛頓大學退休。
1981年11月4日晨，因胃病卒于美国西雅图其寓所。

## 思想

### 多元政治論
蕭公權選擇這個主題作為博士論文很大程度上是受他的老師佘賓的影響。政治多元論是相當於政治一元論而言的，是對舊有政治理論斷言國家主權，認為國家代表單一權威和決定權力的反思。君主政治雖然是一元國家，但不代表議會至上論的英國就不是一元國家。蕭公權從權威和政治主權的關係入手，認為一元論是近代主權理論的產物，而多元論是為了復興古代、中世紀的法精神。隨後又從憲法理論和國際法的角度切入，認為政治多元論對憲政體制的批判體現了對英美憲法體制的反叛。最後，他注意到政治多元論背後的一元論影子，從重建主權的角度積極評價了政治多元論，這個結論是和他的老師相通的。蕭公權在國家與法的關係的討論中體現了他堅定的立憲主義立場，以及對政黨、社會等等主體作為政治現象的關心，這和卡爾·曼海姆的政治社會學也有相通之處。

### 自由社會主義
蕭公權在1947年8月2日發表的《二十世紀的歷史任務》中，提出了他對自由社會主義的解釋。他指出自由社會主義和社會主義在方法上一致，但目的有別，和共產主義是方法和目的均不同。他將“自由”和“平等”看得同樣重要，和民主社會主義的差別在於它更加注重人的自由。

### 中國政治思想史
蕭公權將中國史劃分為創造（公元前551年-公元前221年）、因襲（公元前221年-公元1367年）、轉變（1368年-1898年）、成熟（1898年至成書），逐一進行介紹和考察，但第五編關於三民主義的成立的部分並沒有完成。他避開了類型學和歷史主義的研究方法，注意到歷史背景，同時也將各個時代的思想置於中西方整體的大視野中。他對政治思想史的整理工作是自梁啟超和楊幼炯之後的又一里程碑式的著作。

## 著作
- "Rural China: Imperial Control in the Nineteenth Century".
- A History of Chinese Political Thought, Princeton: Princeton University Press, 1979.
- 《中國政治思想史》，台北，聯經出版社，1980年，ISBN 9789570804942
- 《憲政與民主》，台北，聯經出版社，1983年
- 《小桐陰館詩詞》，台北，聯經出版社，1983年
- 《跡園文錄》，台北，聯經出版社，1983年
- 《翁同龢與戊戌維新》，台北，聯經出版社，1983年，ISBN 9789570829419
- 《中國鄉村：論19世紀的帝國控制》，台北，聯經出版社，2014年，ISBN 9789570852646
- 《康有為思想研究》，台北，聯經出版社，1983年，ISBN 9789570837674

## 腳註
1. ↑  问学谏往录（1972年），第3页
2. 1 2 3 4 5  汪荣祖，黄俊伟（2009年）
3. ↑  问学谏往录（1972年），第23-29页
4. ↑  问学谏往录（1972年），第33-39页
5. 1 2  问学谏往录（1972年）
6. ↑  问学谏往录（1972年），第221页
7. ↑  張允起（2005年），第12-29页
8. ↑  張允起（2005年），第61-69页
9. ↑  張允起（2005年），第110-112页
10. ↑  黃俊傑. . 台大歷史學報. 2001.6, (27).